# Kruh (priimek)
Kruh je priimek več znanih Slovencev:
- Franc Kruh (1898—1964), gozdni delavec, član organizacije TIGR
- Jernej Kruh (1912—?), gospodarstvenik in politični delavec